# Papoeadoornsnavel
De Papoeadoornsnavel (Acanthiza murina) is een zangvogel uit de familie Acanthizidae (Australische zangers). Het is een endemische vogel van Nieuw-Guinea.

## Verspreiding en leefgebied
Deze vogel komt voor in de bergen van van westelijk-centraal tot zuidoostelijk Nieuw-Guinea.

## Status
De grootte van de populatie is niet gekwantificeerd maar de soort wordt omschreven als algemeen boven de 3000 meter en schaars op lagere hoogtes. Op de Rode lijst van de IUCN heeft deze soort de status niet bedreigd.